# Ammoniumstickstoff

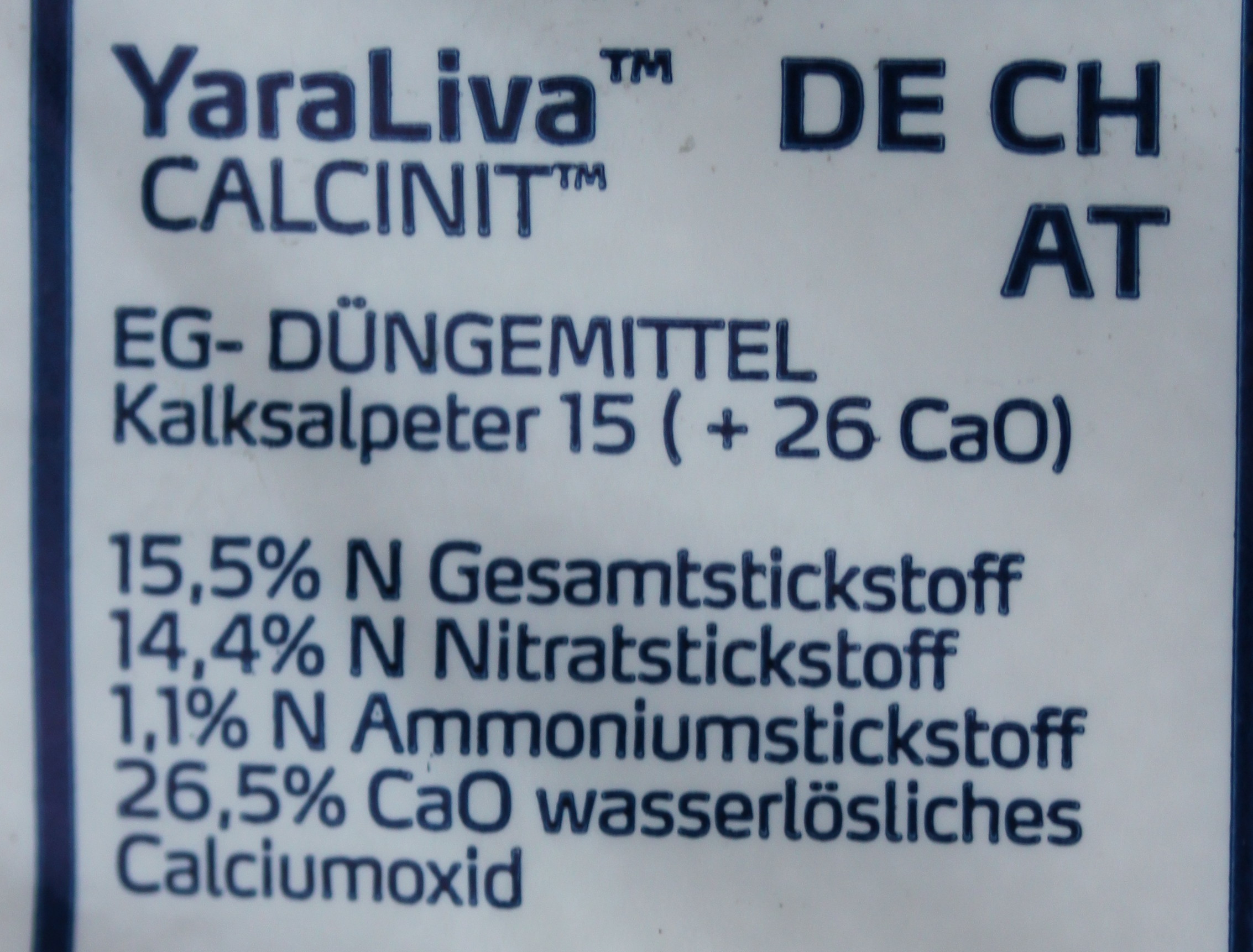
Kalksalpeter mit 1,1 % Ammoniumstickstoff

Als Ammoniumstickstoff wird der in Form von Ammonium (NH4+) vorhandene Stickstoffanteil bezeichnet. Bei Stickstoffdüngern in der Landwirtschaft und in der Abwasserreinigung wird der Anteil Ammoniumstickstoff angegeben.
In der Landwirtschaft werden stickstoffhaltige Dünger, auch in Form von Gülle (allg. Wirtschaftsdünger) eingesetzt. Diese Wirtschaftsdünger enthalten Stickstoff zum Teil als Ammoniumverbindungen (Ammoniumnitrat, Ammoniumphosphat) und zum Teil als Nitrat (Calciumnitrat in Blaukorn), oft aber auch in Form von organischen Stickstoffverbindungen (Proteine, Amine, Harnstoff). Durch Nitrifikation entsteht im Boden unter Mitwirkung von Bakterien aus Ammoniumionen (NH4+) über die Zwischenstufe Nitrit (NO2−) das Nitrat (NO3−), das von den Pflanzen aufgenommen werden kann. Der organisch gebundene Stickstoff kann im Boden mineralisiert werden [Freisetzung von Ammoniumstickstoff (Ammoniumverbindungen) und letztlich auch Nitrat] oder in den Bodenhumusvorrat eingehen, aus dem er erst allmählich wieder mineralisiert wird (in der Regel 1 % bis 3 % -Doppelung pro Jahr).